# Cephalodella volvocicola
Cephalodella volvocicola är en hjuldjursart som först beskrevs av Zavadovsky 1916.  Cephalodella volvocicola ingår i släktet Cephalodella och familjen Notommatidae. Inga underarter finns listade i Catalogue of Life.